# 前田敦子のHEART SONGS
前田敦子のHEART SONGS（まえだあつこのハート・ソングス）は、TOKYO FMで2010年4月5日から2017年12月28日まで放送されていた音楽番組。放送時間は月〜木の21:50 - 21:55。ミニ番組。

## 概要
番組の前半部分（開始から2分30秒）ではフリートークやリスナーからの手紙を読み、後半（残り時間）では週始めの放送で発表される「今週の（楽曲）テーマ」に基づいた楽曲を流し、そのままエンディングを迎える形式で放送されている。
番組開始当初〜2011年3月までは『RADIO DRAGON』のフロート番組として放送されていたが、同年4月に19:00台に移動した際に独立した。また、同年10月に番組開始時の枠に戻ったが『RADIO DRAGON』とは別の番組として放送されている。
2ヶ月に一度のレーティング週間（いわゆるスペシャルウィーク）では、メール採用者に自身のサイン入りTFMステッカーやポスターなどのプレゼントを行なっている。
番組メールマガジンでは「前田敦子のHEART SONGS（B-SIDE）」と題して、選曲裏話やオフショットなどを配信している。
AKB48から独立するまでは開始の挨拶は「こんばんは～、AKB48の前田敦子です」だった。もっとも番組タイトルには
「AKB48」は開始当初から入っていない。
2017年12月28日をもって本番組を終了することを12月8日放送回で発表された

## ゲスト
- KE$HA（2010年6月14日 - 17日）
- アヴリル・ラヴィーン（2011年3月7日 - 10日）
- 峯岸みなみ（AKB48、2012年1月23日 - 26日）
- 徳永英明（2012年5月21日 - 31日）
- 真戸原直人（アンダーグラフ、2012年8月6日 - 9日）
- 秦基博（2012年11月12日 - 15日）
- テイラー・スウィフト（2012年11月26日 - 29日）
- 金子ノブアキ（RIZE、2013年6月3日 - 13日）